# Балтик (Гдиня)
АСК «Балтик» Гдиня (пол. Stowarzyszenie Klub Sportowy Bałtyk Gdyni) — польський футбольний клуб з міста Гдиня, заснований у 1930 році. Виступає у Третій лізі. Домашні матчі приймає на Міському стадіоні, місткістю 15 139 глядачів.

## Назви
- 1930—1931: СК «Балтик»
- 1931—1936: Робітничий спортивний клуб «Балтик»
- 1936—1946: Портовий робітничий спортивний клуб «Балтик»
- 1946—1948: Спортивний клуб Молодіжної організації товариства робітничих університетів «Балтик»
- 1948—1949: СК «Кран», СК «Сталь»
- 1950—1955: Коло спортивне «Сталь Гдиня»
- 1955—1957: Сталь-Балтик Гдиня
- 1957—1968: Аматорський спортивний клуб «Балтик Гдиня»
- 1968—1977: Робітничий спортивний клуб «Балтик»
- 1977—1997: Асоційований спортивний клуб «Балтик»
- 1997—2004: Футбольний клуб «Балтик»
- з 2004: Асоційований спортивний клуб «Балтик».